# Hanna Satyrkewytsch-Karpynska

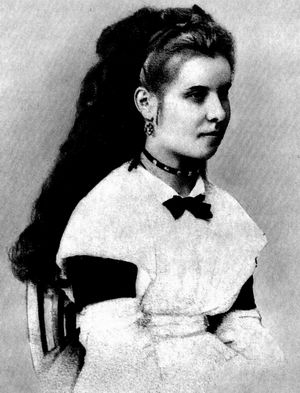
Hanna Satyrkewytsch-Karpynska

Hanna Petriwna Satyrkewytsch-Karpynska (ukrainisch Ганна Петрівна Затиркевич-Карпинська; * 20. Februar 1855 in Sribne; † 12. September 1921 in Romny) war eine ukrainische Theaterschauspielerin und Opernsängerin (Mezzosopran).

## Biografie
1871 schloss sie das Kiewer Institut für edle Jungfrauen ab. Ihr professionelles Debüt machte sie 1883 in Marko Kropywnyzkyjs Schauspielgruppe. Bis 1917 arbeitete sie auch in Mychajlo Staryzkyjs und Mykola Sadowskyjs Gruppen. Ab 1919 arbeitete sie in stationären Theatern in Kiew. Bis 1921 trat sie in der Schauspielgruppe der Proswita in Romny auf.
Sie trat in über 100 Rollen auf. Zu ihren Rollen in ukrainischen Theaterstücken gehörten Anna in Iwan Karpenko-Karyjs Bestalanna, Ahrafena in Hryhorij Kwitka-Osnowjanenkos Schelmenko-denschtschyk, Stecha in Taras Schewtschenkos Nasar Stodolja und Hapka in Marko Kropywnyzkyjs Sajdyholowa. Zu ihren nicht-ukrainischen Rollen gehörten Poschljopkina in Der Revisor und Dulska in Gabriela Zapolskas Die Moral der Frau Dulska. Zu ihren Opernrollen gehörten Odarka in Der Saporoger an der Donau und Horpyna in Mykola Lyssenkos Die Ertrunkene.
Biografien von Satyrkewytsch-Karpynska wurden 1956 und 1966 in Kiew veröffentlicht.